# Kanton Le Port-2 Sud
Kanton Le Port-2 Sud (francouzsky Canton du Port-2 Sud) byl francouzský kanton v departementu Réunion v regionu Réunion. Tvořila ho pouze jižní část města Le Port. V roce 2014 byl v rámci reformy francouzských kantonů sloučen s kantonem Le Port-1 Nord do nově ustanoveného kantonu Le Port.